# 백제관음상

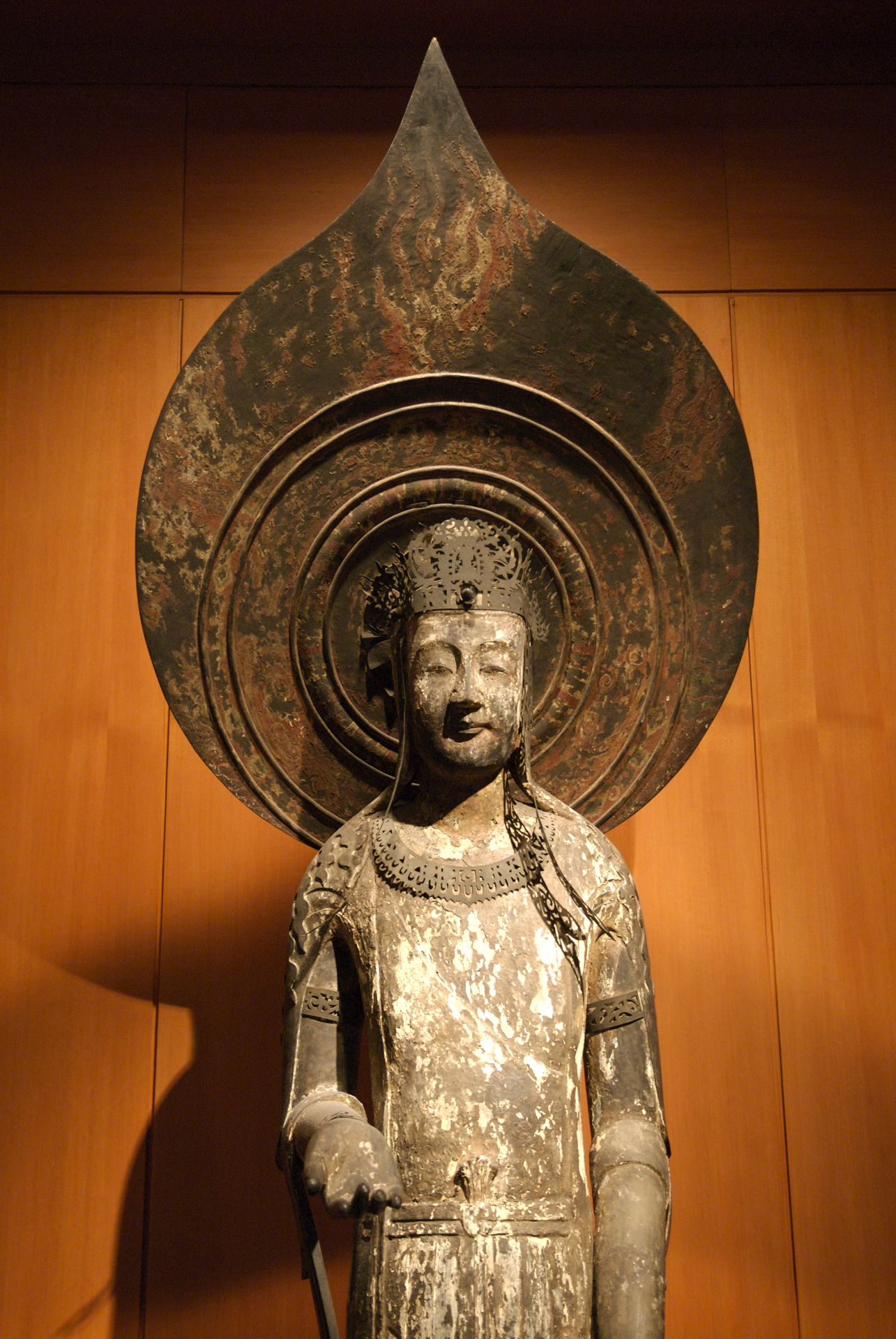

백제관음상(百濟觀音像)은 일본 나라현 호류지에 있는 목조 관음보살 입상으로 아스카 시대에 만들어졌다. 높이 2.8m의 채색한 관음상으로 백제의 귀화인이 만든 것으로 추정되기 때문에 백제관음상이라는 이름이 붙었다. 백제의 조각이 일본 조각에 공헌한 하나의 예라고 할 수 있다.

## 사진

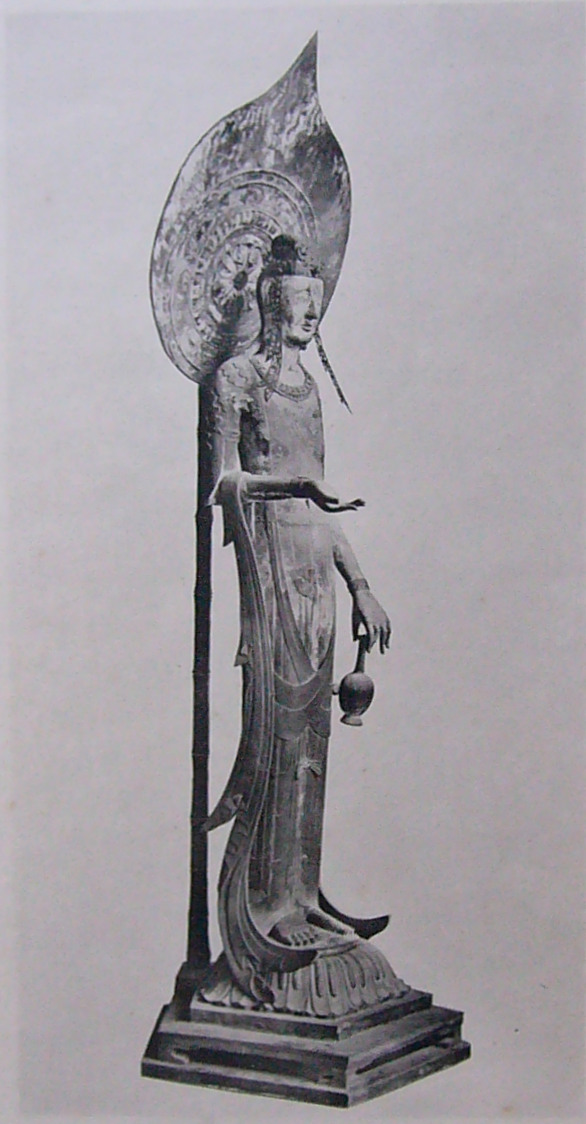
전체 모습
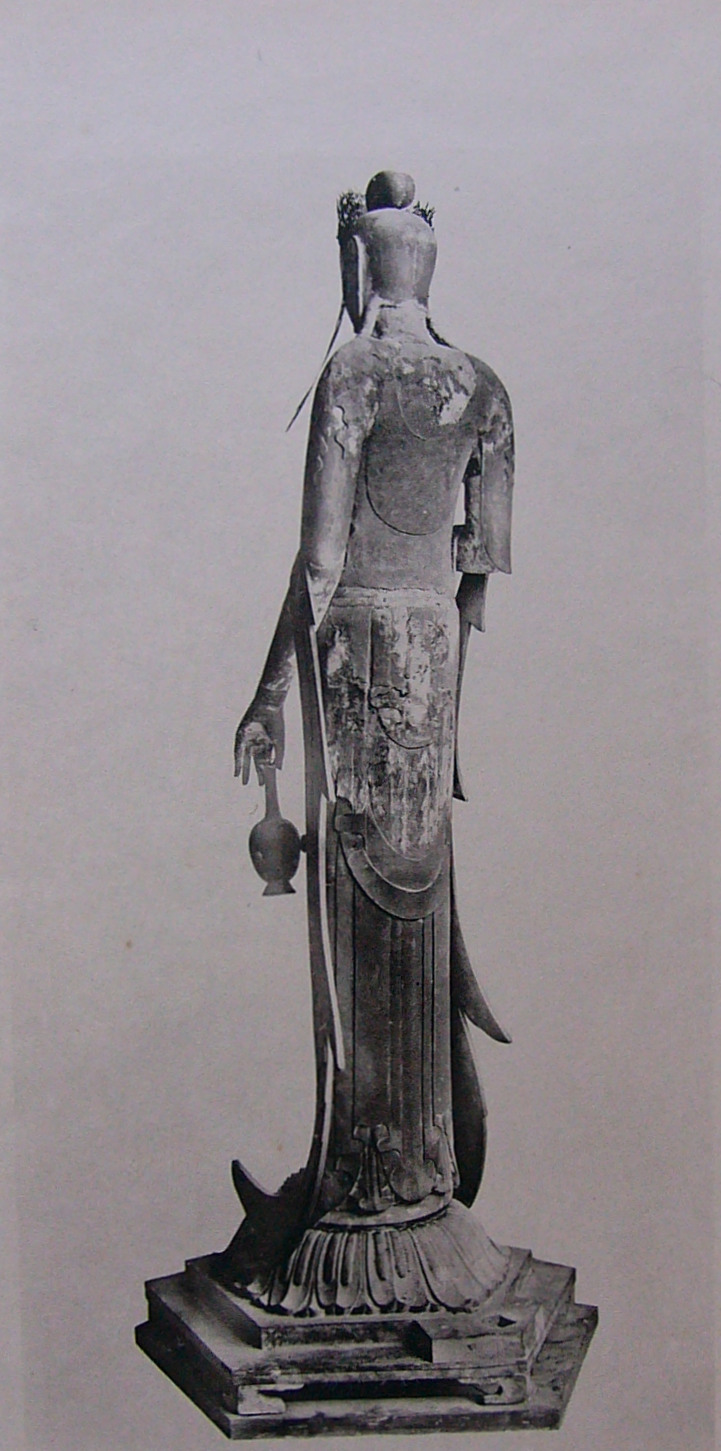
뒷 모습
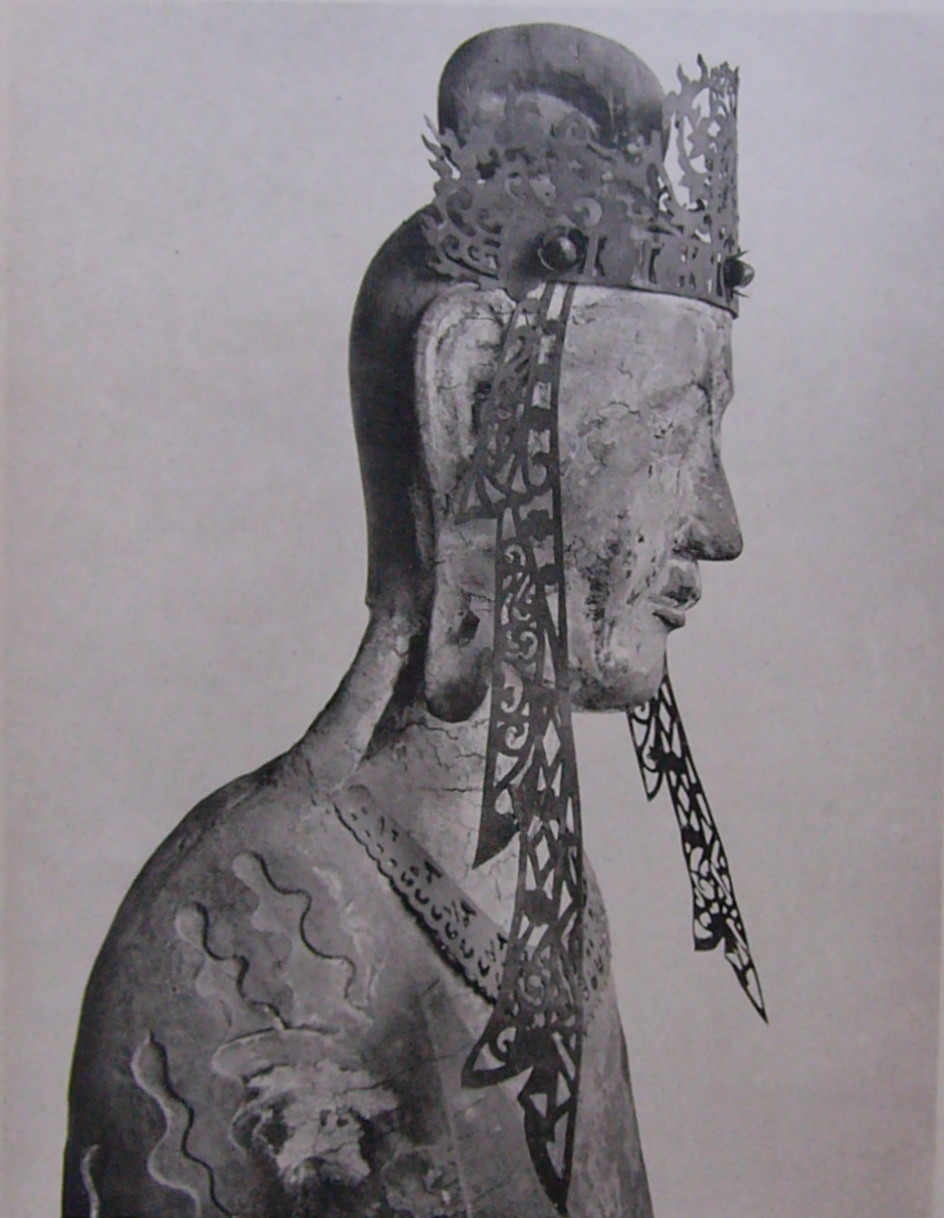
상체
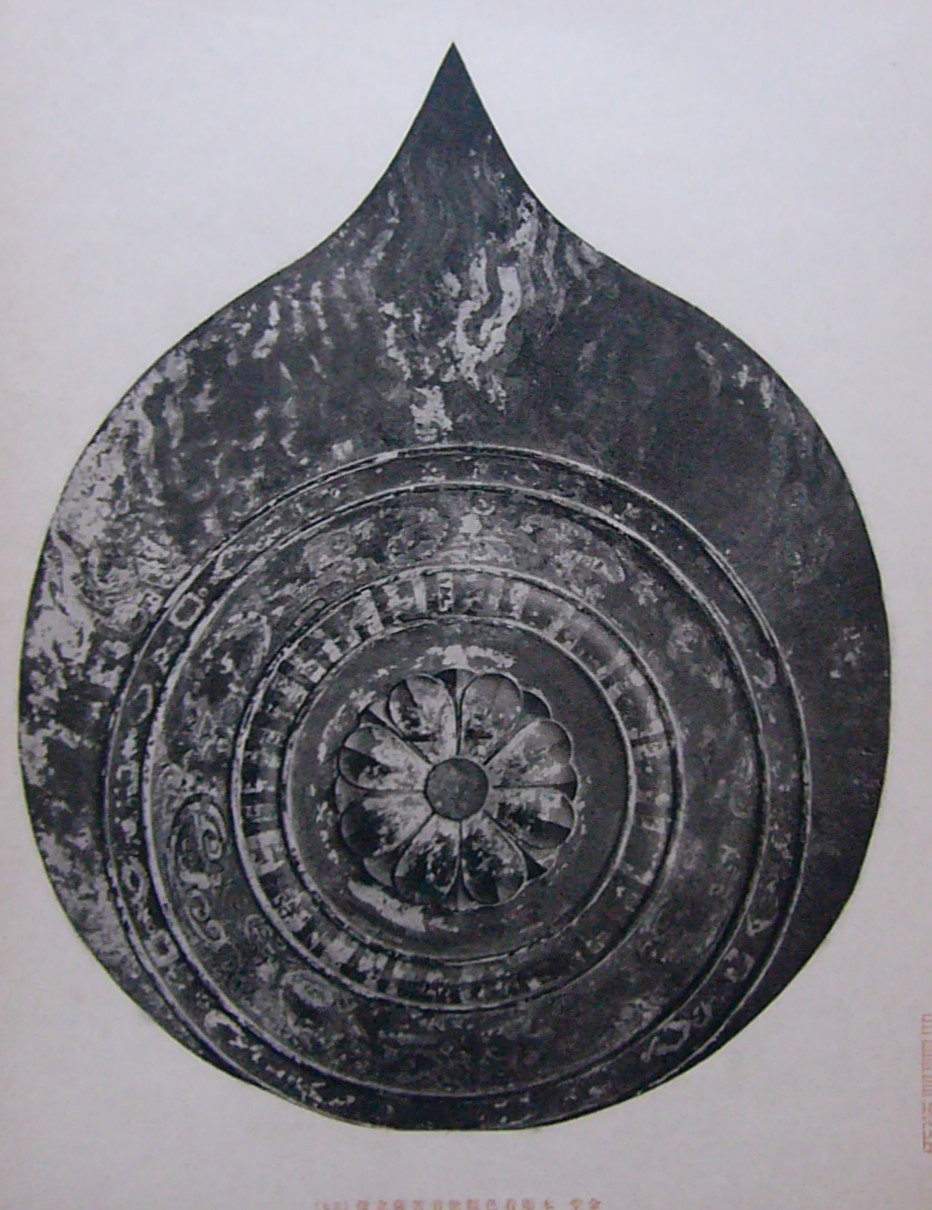
광배